# Château de Leutstetten
Le château de Leutstetten est situé à Leutstetten, non loin de Starnberg, ville allemande, chef-lieu de l'arrondissement de Starnberg, en Bavière, à environ 25 kilomètres au sud-ouest de Munich, sur une colline au-dessus des Leutstettener Moos. Un petit parc clôturé appartient au site classé de style Renaissance. Le palais et le parc ne sont pas ouverts au public.

## Histoire

### Renaissance

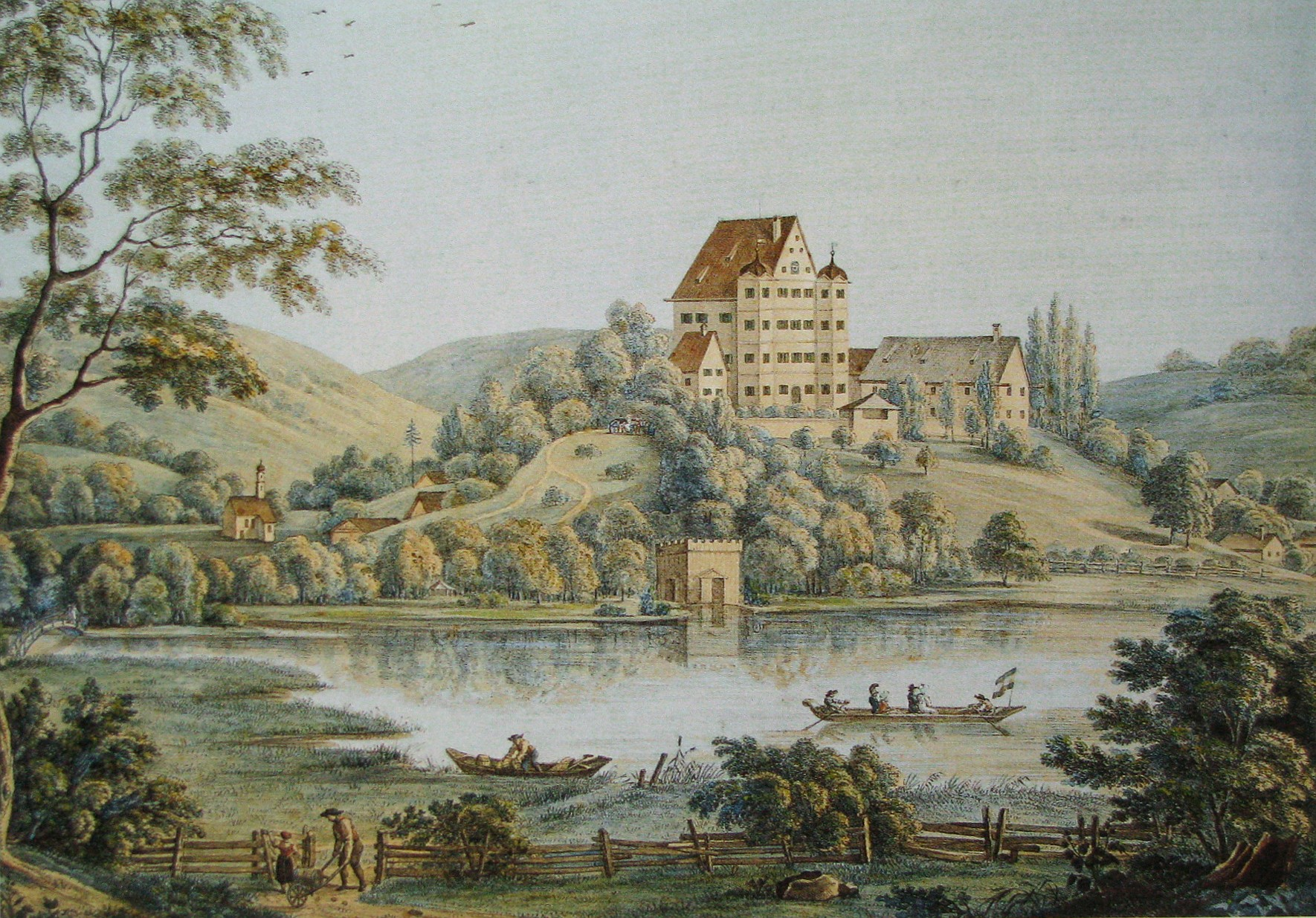
Le château de Leutstetten vers 1817.

Hans Urmiller, membre d'une famille patricienne bavaroise, conseiller ducal et trésorier, du duc de Bavière Albert V, fait construire le château vers 1552. À cette fin, des blocs de pierre provenant des vestiges du Karlsburg du début du Moyen Âge, non loin de là, sont également utilisés. Il n'est pas certain que le bâtiment ait été équipé dès le départ des deux tours d'angle transversales. En 1565, Urmiller reçoit du duc l'auberge à Leutstetten et les bains à Petersbrunn. Après la mort d'Urmiller vers 1572, sa propriété revient à sa veuve Kunigunde, née Rosenbusch von Notzing, qui la vend en 1576.

### Temps Modernes
Ensuite, différents propriétaires du château et du Hofmark associé sont enregistrés. Cependant, le Hofmark n'incluait pas tout le village, c'est pourquoi des conflits se sont répétés avec le tribunal de district et le gardien de Starnberg.

### 1833 - 1921
En 1833, le prince Ludwig von Oettingen-Wallerstein entre en possession du château. Il le cède à son gendre Hugo comte Waldbott von Bassenheim en 1850. Le baron von Walden l'acquiert en 1864, puis le vend au prince Louis de Bavière en 1875, qui devient plus tard le roi Louis III. À cette époque, 460 hectares appartenaient au château et incluaient un parc, des parties du Leutstettener Moos avec la « tourbe Wildmoos » attenante et la ferme Schwaige à l'est de Leutstetten. Depuis lors, c'est un des établissements préférés de la maison de Wittelsbach, où des membres importants de la famille sont nés, se sont mariés et sont morts. Parmi eux : François de Bavière, né en ce lieu en octobre 1875 et également mort à Leutstetten en 1957. Son frère aîné, le Kronprinz Rupprecht est également mort au château de Leutstetten en 1955.
Louis III développa l'agriculture relevant du château et en fit un domaine modèle. En 1898, il fit effectuer un remembrement des terres. Il a acquis d'autres domaines, tels que le moulin inférieur dans le Würmtal en 1890, le domaine de Rieden en 1904 et les domaines de Petersbrunn et Bad Petersbrunn en 1909. En 1915, il acquit huit juments au manoir du château de Nádasdy à Sárvár (Hongrie) et fonda une entreprise d'élevage de chevaux, dont est issu l'actuel Haras Isarland.

### Depuis 1921

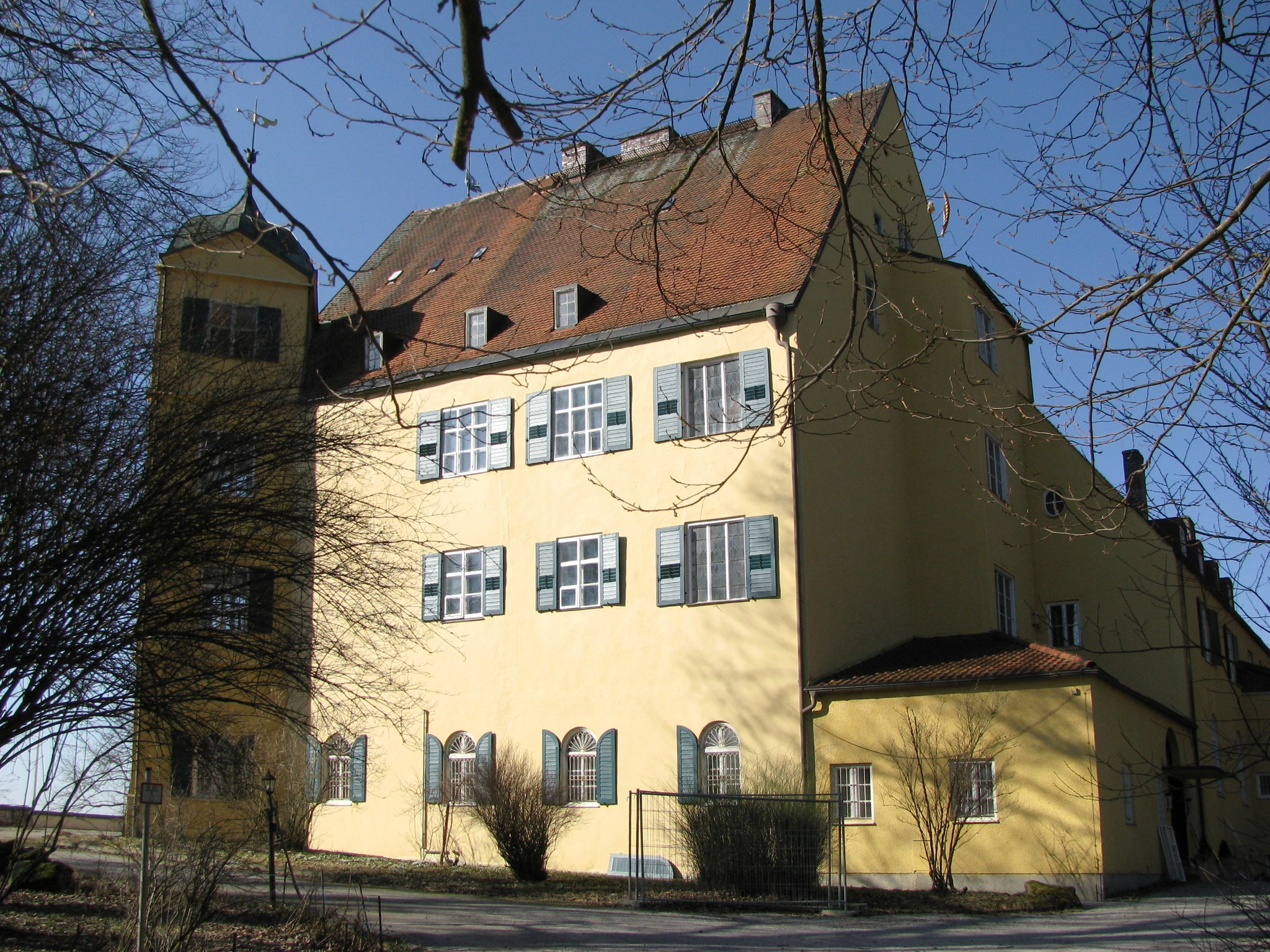
Vue de l'est du château de Leutstetten.

Après la mort de Louis III en 1921, le Kronprinz Rupprecht de Bavière hérite du domaine de Leutstetten. Dans sa propriété, il entretient une grande variété de contacts avec des personnalités de son temps. De 1936 à 1938, il fait procéder à l'extension latérale du château, selon les plans de l'architecte Carl Sattler. L'arrivée au pouvoir des nationaux-socialistes et le début de la Seconde Guerre mondiale poussent Rupprecht de Bavière à s'exiler au château de Nádasdy. 
Le château de Leutstetten est confisqué et utilisé par le fonctionnaire du NSDAP Christian Weber, responsable de la cavalerie SS était connu pour s'enrichir de biens confisqués et pour cultiver un style de vie baroque. Vers la fin de la guerre, les réfugiés allemands de la zone de combat sur la Sarre sont hébergés dans le château. Après la fin de la guerre en 1945, le château a temporairement servi de logement aux personnes devenues sans abri en raison du chaos de la guerre. Parmi eux, se trouvait le sculpteur Arno Breker, qui dut quitter ses ateliers de Wriezen, en raison de l'avancée de l'Armée rouge.
Ensuite, le château de Leutstetten a été rendu à la famille Wittelsbach et est resté depuis lors dans la propriété de la famille. Rupprecht de Bavière est revenu chez lui d'exil à Florence. Fuyant l'Armée rouge, le gendre de Rupprecht, Louis de Bavière a amené les chevaux reproducteurs du château de Nádasdy à Leutstetten et au haras d'Isarland. Il a vécu dans le château jusqu'à sa mort en 2008. Après la mort de sa veuve Irmingard, le château est devenu la propriété de son fils Luitpold prince de Bavière depuis 2010.